# 공직적격성평가
공직적격성평가(公職適格性評價, Public Service Aptitude Test, PSAT)는 대한민국 국가고시의 하나로 고도의 공무 수행에 필요한 소질을 갖추고 있는지를 종합적으로 평가하는 시험이다. 총 3개의 영역으로 구성되어 있으며 언어논리, 자료해석, 상황판단의 영역이 있다.

## 언어논리
문장구성과 이해력, 표현력, 논리적 사고력, 추론력을 따진다. 헌법 조문이나 신문기사 등의 장문을 지문으로 제시한 뒤 얼마나 잘 이해하는지를 평가한다

## 자료해석
수치자료 처리와 분석, 기초적 통계처리 및 해석, 정보화 능력을 점검한다. 실업률, 수출증가율 등 각종 수치를 내준 뒤 분석능력을 측정한다.

## 상황판단
상황판단에서는 기획.분석, 추론, 판단 및 의사결정, 문제해결 등의 능력을 검정한다.

## 역사
2004년 외무고시 1차시험에 처음 도입되었으며 현재 입법ㆍ행정고등고시로 확대 시행되고 있다.

## 같이 보기
- 법학적성시험